# Желанието на Уако
„Желанието на Уако“ (на английски: Wakko's Wish) е анимационен филм от 1999 година, базиран на анимационния сериал „Аниманиаци“ от 1993 г. до 1998 г., който служи като последен епизод до обявяването на възродения сериал от 2020 г.
Филмът беше първоначално пуснат на VHS на 21 декември 1999 г. от Warner Home Video под лейбъла на Warner Bros. Family Entertainment. Съдържа 10 оригинални песни и включва мнозинство от озвучаващия състав, които повтарят съответните си роли в телевизионния сериал.

## Озвучаващ състав
- Джес Харнел – Уако
  - Морис Ламарш озвучава уригването на Уако
- Роб Полсън – Яко, Пинки и Доктор Ото Скратчаншиф
- Трес Макнийл – Дот, Хипопотамката Марита, Сестрата и Майката на Минди
- Шери Стонър – Катерицата Слапи
- Нейтън Ругър – Катерицата Скипи
- Морис Ламарш – Брейн и Скуит
- Франк Уелкър – Ралф, Тадей Плоц, Рънт, Бътънс, Пилето Бу и Хипопотамът Флавио
- Нанси Картрайт – Минди
- Чик Венера – Песто
- Джон Мариано – Боби
- Бернадет Питърс – Рита
- Пакстън Уайтхед – Крал Салазар
- Джеф Бенет – Балоуни, капитанът на стражите
- Пол Ръг – Господин режисьор
- Джули Браун – Минерва Минк
- Том Бодет – разказвач
- Стивън Бърнщайн – себе си

## Продукция и пускане
Макар че „Желанието на Уако“ е оценен по-високо срещу деца и възрастни в екранните тестове, Warner Bros. решава да го пусне директно на видео, отколкото да печелят пари върху маркентига като широко освобождаване. „Желанието на Уако“ е оригинално отменен като VHS издание през ноември 1998 г., но е отблъснат на 21 декември 1999 г. Това е първата продукция на „Аниманиаци“, която използва цифрово мастило и боя. На 25 август 2008 г. „Желанието на Уако“ е пуснат за заем и покупка в iTunes. „Желанието на Уако“ също е излъчен по кабелните телевизии, включително Cartoon Network, Cinemax, Boomerang и отскоро в The Hub (сега Discovery Family). Също е достъпен за изтегляне от PlayStation Store. Филмът е пуснат на DVD на 7 октомври 2014 г., кратко след смъртта на Лиз Холцман през 2014 г. и Ръсти Милс през 2012 г., които са режисьори на филма.